# The Stolen Kiss
The Stolen Kiss er en amerikansk stumfilm fra 1920 af Kenneth Webb.

## Medvirkende
- Constance Binney som Felicia Day / Octavia
- Rod La Rocque som Dudley Hamilt
- George Backus som Maj. Trenton
- Bradley Barker som John Ralph
- Robert Schable som Allen Graemer
- Frank Losee som Peter Alden
- Richard Carlyle som James Burrell
- Edyna Davies som Dulcie
- Ada Neville som Mlle. D'Ormy
- Agnes Everett som  Marthy
- Eddie Fetherston som Jack Hall
- Jean Lamb som Mrs. Hall
- Joseph Latham som Tom Stone